# Arijan Ademi
Arijan Ademi (Šibenik, 29 de mayo de 1991) es un futbolista macedonio-croata que juega de centrocampista en el Újpest F. C. de la Nemzeti Bajnokság I.

## Trayectoria
Ademi comenzó su carrera deportiva en el HNK Šibenik, club de su ciudad natal. En los tres años que estuvo en el primer equipo disputó 56 partidos con el club croata, fichando en 2010 por el Dinamo de Zagreb.
Pese a disputar 21 partidos de liga en su primera temporada, el Dinamo de Zagreb lo cedió en 2012 al NK Lokomotiva, donde apenas jugó.
En su vuelta al Dinamo se convirtió en uno de los jugadores más importantes del cuadro de Zagreb, sin embargo, un control antidopaje positivo el 7 de octubre de 2015, después de la victoria del Dinamo frente al Arsenal en la Champions League, le conllevó una sanción de 4 años sin poder jugar. Esta fue reducida en marzo de 2017 a dos años, regresando a la competición en octubre de 2017.

## Selección nacional
Ademi fue internacional con las categorías inferiores de la selección de fútbol de Croacia, disputando encuentros con la sub-18, sub-19, sub-20 y la sub-21. En 2013 jugó tres amistosos con la absoluta.
En 2014, después de no ser convocado al Mundial 2014, decidió jugar con la selección de fútbol de Macedonia del Norte, con la que debutó el 9 de octubre de 2014 en un partido de clasificación para la Eurocopa 2016 frente a Luxemburgo.

## Clubes
| Club                      | País    | Año       |
| ------------------------- | ------- | --------- |
| H. N. K. Šibenik          | Croacia | 2007-2010 |
| G. N. K. Dinamo de Zagreb | Croacia | 2010-2023 |
| N. K. Lokomotiva (cedido) | Croacia | 2012      |
| Beijing Guoan             | China   | 2023      |
| G. N. K. Dinamo Zagreb    | Croacia | 2023-2025 |
| Újpest F. C.              | Hungría | 2025-     |

## Palmarés

### Títulos nacionales
| Título               | Club                   | País    | Año  |
| -------------------- | ---------------------- | ------- | ---- |
| Prva HNL             | G. N. K. Dinamo Zagreb | Croacia | 2011 |
| Copa de Croacia      | G. N. K. Dinamo Zagreb | Croacia | 2011 |
| Prva HNL             | G. N. K. Dinamo Zagreb | Croacia | 2012 |
| Copa de Croacia      | G. N. K. Dinamo Zagreb | Croacia | 2012 |
| Prva HNL             | G. N. K. Dinamo Zagreb | Croacia | 2013 |
| Supercopa de Croacia | G. N. K. Dinamo Zagreb | Croacia | 2013 |
| Prva HNL             | G. N. K. Dinamo Zagreb | Croacia | 2014 |
| Prva HNL             | G. N. K. Dinamo Zagreb | Croacia | 2015 |
| Copa de Croacia      | G. N. K. Dinamo Zagreb | Croacia | 2015 |
| Prva HNL             | G. N. K. Dinamo Zagreb | Croacia | 2016 |
| Prva HNL             | G. N. K. Dinamo Zagreb | Croacia | 2018 |
| Copa de Croacia      | G. N. K. Dinamo Zagreb | Croacia | 2018 |
| Prva HNL             | G. N. K. Dinamo Zagreb | Croacia | 2019 |
| Supercopa de Croacia | G. N. K. Dinamo Zagreb | Croacia | 2019 |
| Prva HNL             | G. N. K. Dinamo Zagreb | Croacia | 2020 |
| Prva HNL             | G. N. K. Dinamo Zagreb | Croacia | 2021 |
| Copa de Croacia      | G. N. K. Dinamo Zagreb | Croacia | 2021 |
| Prva HNL             | G. N. K. Dinamo Zagreb | Croacia | 2022 |
| Supercopa de Croacia | G. N. K. Dinamo Zagreb | Croacia | 2022 |
| Prva HNL             | G. N. K. Dinamo Zagreb | Croacia | 2024 |
| Copa de Croacia      | G. N. K. Dinamo Zagreb | Croacia | 2024 |